# 叫魂：1768年中国妖术大恐慌
《叫魂：1768年中国妖术大恐慌》是美国汉学家孔飞力1990年出版的一本学术著作，作者通过对1768年中国一起妖术事件的研究，揭示了当时国家的运行机制。
本书的中文译本，ISBN 978-7-542-64321-6，于1999年由上海三联书店在中国出版。

## 主要内容
1768年春，中国浙江德清出现了“叫魂”案件，据传施法者可以通过被害人的姓名、衣物等对其做法，斩断他们的辫子，继而吸取其灵魂精气。流言迅速传播，并引起各地百姓的恐慌，民间出现自发的对妖术的惩罚行为。妖术谣言6月传播至长江上游，初秋传播到华北，10月份传播至陕西境内。时任统治者乾隆皇帝下令在全国境内严查妖术，经过3个月调查，军机处认定妖术事件为谣言。
孔飞力认为，乾隆盛世表面上经济繁荣，实则危机重重，人口过度增长，人均资源恶化，妖术事件实为平民阶层的一种权力补偿。